# Schleuse Gelsenkirchen
Die Schleuse Gelsenkirchen ist eine Doppelschleuse des Rhein-Herne-Kanals (RHK) auf dem Stadtgebiet von Gelsenkirchen. Die zwei Schleusenkammern mit 190 Meter Länge gestatten das Heben und Senken von Schubverbänden mit zwei Leichtern (Kategorie Vb) über die Höhendifferenz von 6,20 Meter. 
Zur Kanalstufe gehört auch ein Pumpwerk zur Wasserhaltung im Rhein-Herne-Kanal.

## Lage
Die Schleuse liegt rund drei Kilometer nördlich-westlich des Stadtzentrums von Gelsenkirchen. In der Aufstiegsrichtung vom Rhein her ist die Anlage die dritte der fünf Kanalstufen des RHK. 
Die obere Kanalhaltung reicht acht Kilometer nach Osten bis zur Schleuse Wanne-Eickel. Direkt oberhalb der Schleusenanlage zweigt von der Kanalstrecke der Stadthafen Gelsenkirchen ab. In der Nähe liegt auf der Südseite der ehemalige Hafen der Zeche Graf Bismarck, der heute mit der Stölting Marina den Mittelpunkt eines Neubaugebietes bildet. Weiter östlich quert die auffällige Brücke der Grimberger Sichel, deren Radweg nach Süden zur Zoom Erlebniswelt Gelsenkirchen führt.
Die untere Haltung erstreckt sich über rd. 18 km an der Stadt Essen vorbei bis zur Schleuse Oberhausen. Dabei wird der Nordsternpark mit seinem Amphitheater und der markanten Doppelbogenbrücke passiert. Etwas weiter westlich liegt am Südufer die kahle Schurenbachhalde mit der „Bramme für das Ruhrgebiet“. Eine weitere imposante Brücke liegt hinter dem Gasometer Oberhausen am Schloss Oberhausen: die Slinky springs to fame.
Zuständige Behörde für den Betrieb und die Unterhaltung der Schleusenanlage ist seit dem 26. November 2020 das Wasserstraßen- und Schifffahrtsamt Westdeutsche Kanäle.
Anschrift: An den Schleusen 33a, 45881 Gelsenkirchen

## Nächste Schleusen
| Rhein-Herne-Kanal   |                        |                        |                        |                       |
| Kanal               | untere Haltung         | Schleuse Gelsenkirchen | obere Haltung          | Kanal                 |
| km 5,7              | 17,6 km ← Westen       | km 23,3                | 7,9 km → Osten         | km 31,2               |
|                     |                        | Hubhöhe 6,20 m         | Wasserstand: 35,3 m NN | Schleuse Wanne-Eickel |
| Schleuse Oberhausen | Wasserstand: 29,1 m NN | Hubhöhe 6,20 m         |                        |                       |

aktuelle Wasserstände siehe: Im Regelfall stehen die Schleusen in einem 24-h-Betrieb.

## Geschichte und Technik
Die heutige Schleusengruppe wurde zwischen 1980 und 1985 errichtet und besteht aus zwei Schleusen. Beide haben Nutzlängen von 190 m. Die Nordschleuse ist auf eine Nutzbreite von 12,10 m ausgelegt, bei der Südschleuse beträgt die Nutzbreite 11,94 m. Oberwasserseitig haben beide Schleusen Hubtore, die in ca. einer Minute geöffnet bzw. geschlossen werden können. Bei den unterwasserseitigen Stemmtoren gelingt dies in rund 35 Sekunden. Das Füllen bzw. Leeren der Schleusenkammern dauert bis zu acht Minuten. Dadurch können pro Stunde etwa sechs Schiffe in jeder Richtung geschleust werden.
Neben Verdunstung und Versickerung geht bei jeder Schleusung aus der oberen Haltung Wasser verloren. Zum Ersatz muss Wasser wieder zugeführt werden. Seit 1975 sorgt ein Pumpwerk mit fünf Pumpen für das Rückpumpen aus der unteren Haltung. Als maximale Leistung sind fünf m³ pro Sekunde möglich.
Die Schleusengruppe Gelsenkirchen ist Teil der Route der Industriekultur.